# Paulo Leão (futebolista)
Paulo Gracindo Leão, mais conhecido como Paulo Leão (Lins, 18 de novembro de 1938 - Campinas, 8 de abril de 2015) foi um treinador, futebolista e professor brasileiro que atuava como centroavante.

## Biografia
Paulo Leão atuou durante anos no futebol profissional, em sua maior parte por clubes do futebol paulista. Teve maior destaque atuando pelo Palmeiras, aonde foi Campeão Paulista em 1963. Encerrou sua carreira em 1969 no Francana, aos 32 anos de idade.
Nove anos após pendurar as chuteiras Paulo iniciou a sua carreira de treinador, dirigindo o time da Ponte Preta. Se transferiu ao Avaí no ano de 1982, montando um elenco competitivo com jogadores que levou como Eli e Carlinhos. Apesar disso não teve sucesso no time catarinense e acabou sendo demitido do cargo ainda no mesmo ano.

### Morte
Leão morreu 8 de abril de 2015, após três meses internados na unidade de terapia intensiva (UTI) do Hospital de Clínicas da Universidade Estadual de Campinas (Unicamp). Leão teve falência múltipla de órgãos.

## Títulos
Palmeiras
- Campeonato Paulista: 1963